# Арк (замок)
Арк (фр. Château d'Arques) — средневековый замок, построенный в XIII веке. Расположен в коммуне Арк, в кантоне Куиза, в департаменте Од, в историческом регионе Окситания (в Лангедок-Руссильоне), Франция. Признан охраняемым памятником архитектуры. По своему типу относится к замкам на вершине. Входил в состав системы катарских замков.

## Расположение
Замок расположен на небольшом холме в 600 метрах к западу от центра коммуны Арк, к югу от города Каркассон. Со времён Античности здесь через долину Риальсе (Rialsès) пролегали важные торговые маршруты. Кроме того, созданные в этой местности укрепления позволяли контролировать пастбища и плодородные земли долины Риальсе.

## История

### Ранний период

Герб Вуазен (дворянский род)

В XII веке случился серьёзный конфликт между виконтом Каркассона и несколькими сеньорами, включая лордов владений Арк и Лаграс. В итоге поместье Арк стало собственностью дворянского рода де Терм из одноимённой сеньории.
В 1231 году во время крестового похода против альбигойцев был захвачен замок Терм, принадлежавший Раймунду де Терм. После этого граф Симон IV де Монфор произвёл опустошительное вторжение в поместье Арк. Деревню на месте нынешнего селения Вилла-де-Арк, расположенного полностью сожгли. Затем эта часть графства Разес стала собственностью Пьера де Вуазена, одного из вассалов Симона IV. C той поры поместье Арк принадлежало дворянскому роду де Вуазен. В 1265 году Пьер де Вуазен провёл публичный суд, обвинив нескольких местных жителей, находившихся под его юрисдикцией, в колдовстве.
Наконец, в 1284 году Жиль I де Вуазен начал строительство замка. Целью была защита долины Риальсе и контроль за маршрутами перегона скота в регион Корбьер. Поначалу на месте нынешнего замка построили небольшое укрепление, которое одновременно служило жилым зданием.
В 1316 году Жиль II де Вуазен провёл масштабную реконструкцию крепости. В этот период времени комплекс приобрёл свой современный вид: появился мощный высокий донжон и внешние стены с угловыми башнями.
C 1495 году жителям Вальмижера вменялось в обязанность нести вахту у замка. Смена длилась в течение дня.

### ЭпохаРенессанса

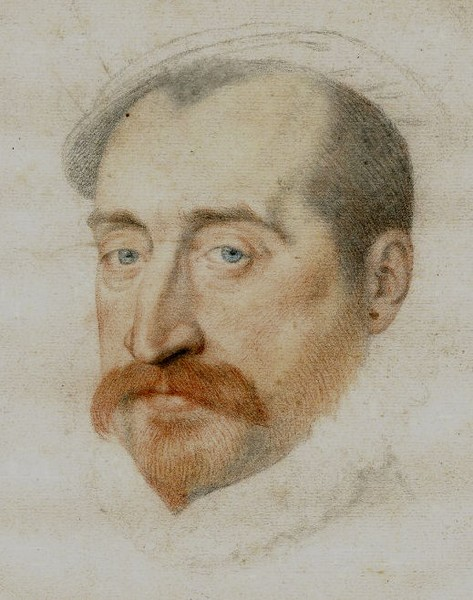
маршал Гийом де Жуайёз

В 1518 году Франсуаза де Вуазен, последняя наследница рода Вуазен, вышла замуж за виконта Жана де Жуайеза. Этот дворянин и унаследовал баронство Арк. В браке был рождён знаменитый маршал Гийом де Жуайёз. Позднее крепость перешла в собственность рода Куиза.
В 1575 году во время французских религиозных войн замок был осажден отрядом гугенотов. Им удалось ворваться во внутренний двор. Однако защитники донжона сумели отбить штурм. Гугенотам пришлось отступить. Правда, стенам и башням был нанесён серьёзный ущерб. Однако в последующие годы Арк восстановили.

### XVIII-XXI века

Руины замка на рисунке 1819 года

К началу XVIII века замок утратил значение, как важное фортификационное сооружение. Без должного ухода кладка его стен ветшала. 
После Великой Французской революции замок пришёл в упадок. Его признали национальной собственностью и продали с аукциона. Комплекс превратился из крепости в хозяйственный центр большой усадьбы. Многие ценные архитектурные фрагменты сооружения оказались утрачены. Почти все постройки во внутреннем дворе снесли. Разобрали на стройматериалы значительную часть внешних стен. Однако главная башня и угловые башни чудом сохранились. 
В 1887 году в ходе классификации памятников архитектуры Франции замок частично восстановили и отреставрировали. Вскоре он был объявлен памятником архитектуры и открыт для посетителей. Интересно, что часть замка осталась в частном владении, в то время как основная территория стала собственностью коммуны.

## Описание

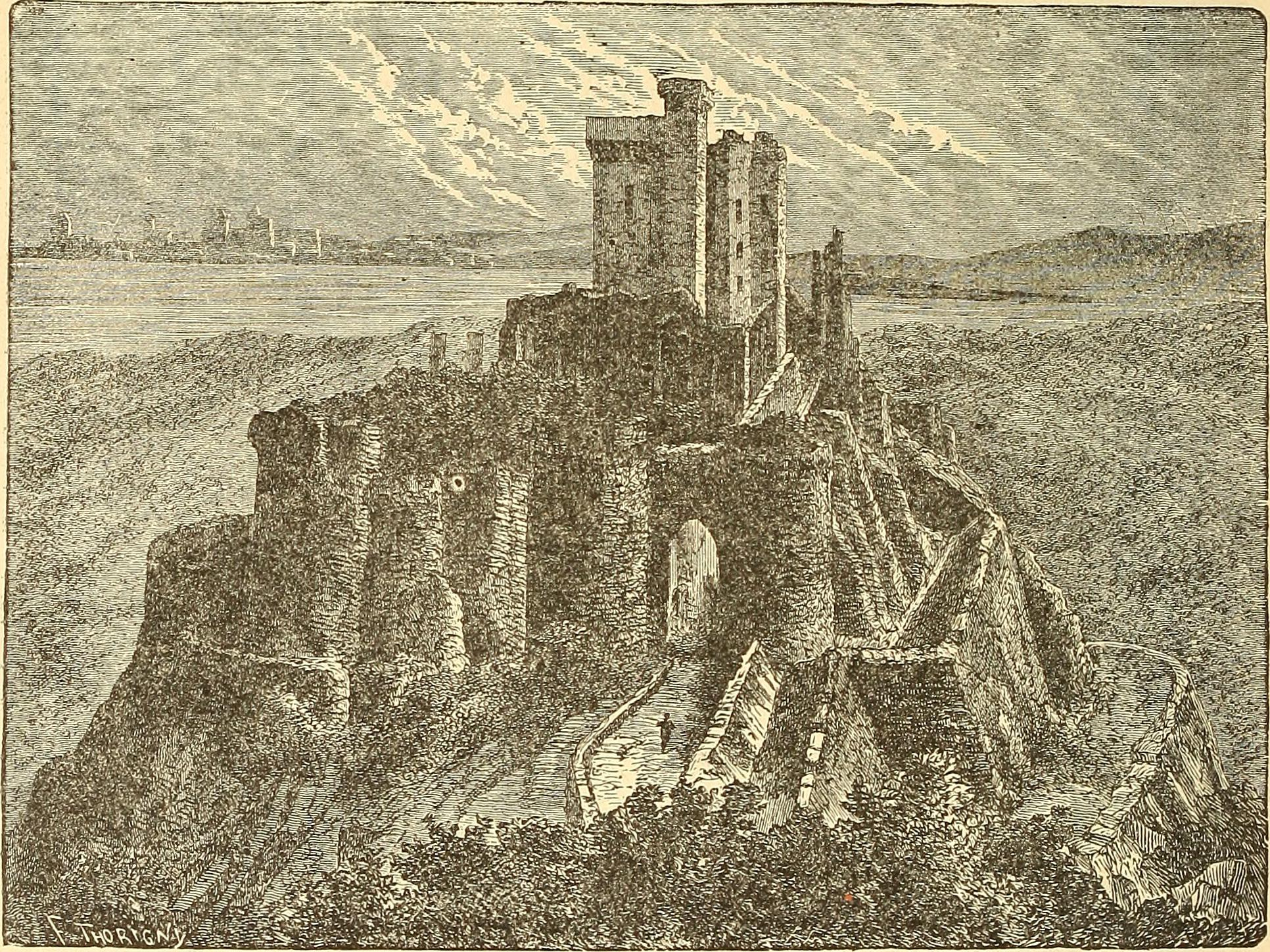
Замок на изображении 1893 года

Комплекс представляет собой классическое средневековое фортификационное сооружение: имеется высокая главная башня (донжон), внешние стены, образующие замкнутое пространство, угловые башни, куртины, укрепленные ворота и т. д.. Общая численность гарнизона составляла 40 человек.

### Донжон

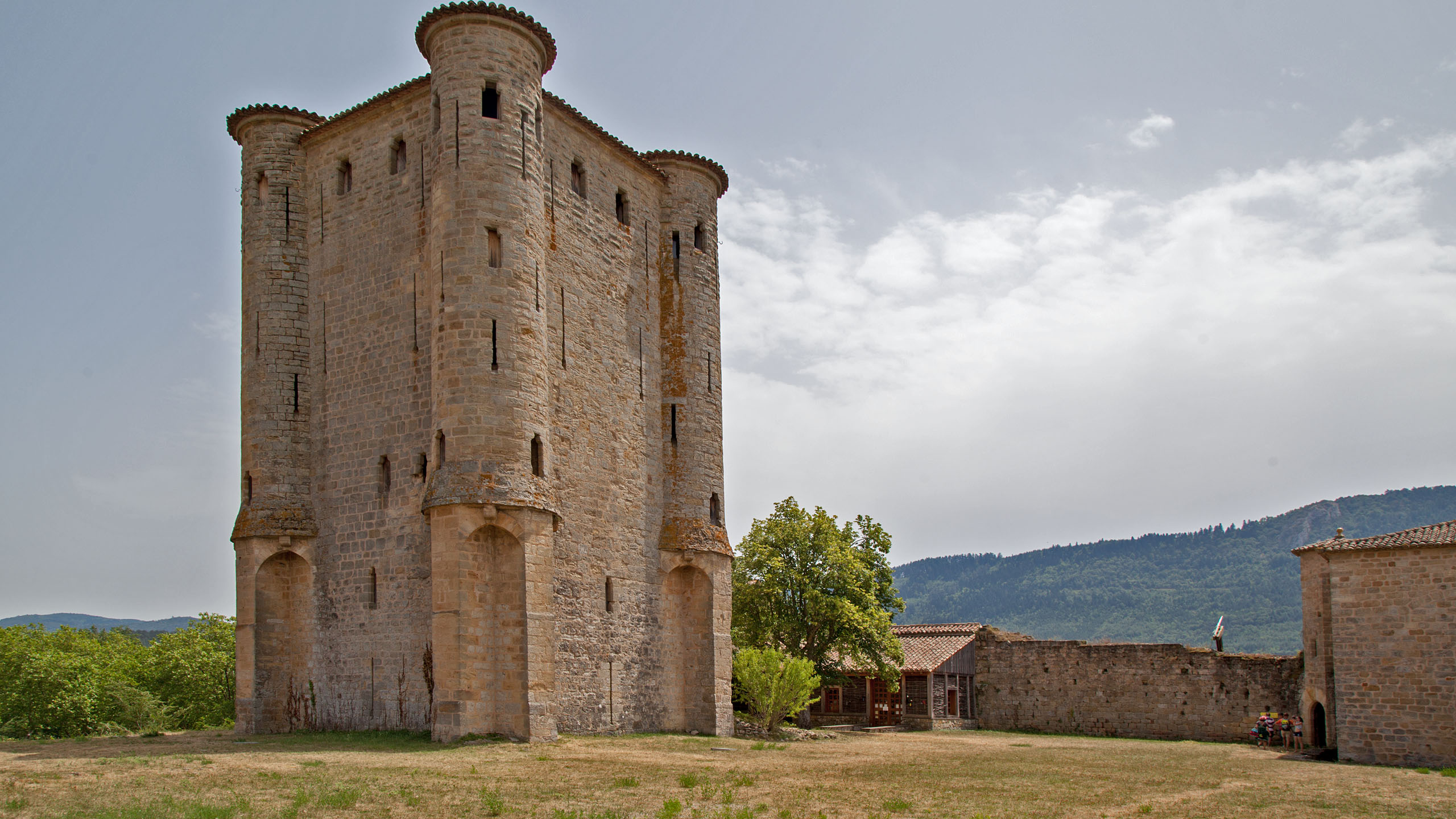
Современный вид донжона

Центральная часть комплекса — высокое сооружение, имеющее в основании прямоугольную форму (размером, примерно 11×11 метров). Это одновременно и цитадель, и главное жилое здание. К его углам примыкают круглые башни. Общая высота здания — около 25 метров. Этот донжон был построен первым. Его возвели ещё в конце XIII века вскоре после крестового похода против альбигойцев. Тогда хозяином окрестных земель стал Пьер де Вуазен, один из ближайших помощников Симона де Монфора.
Здание донжона имеет внутри четыре основных уровня. Этажи связаны винтовой лестницей, расположенной в одной из круглых башен (так называемая лестничная башня). Верхний этаж был отведён для нужд обороны и дозорной службы.

### Внешние стены
Каменные стены образуют почти квадратное внутреннее пространство размером 51×55 метров. В прежние времена это был не просторный двор, а плотно застроенный участок. Здесь размещались жилые дома, склады, конюшни, мастерские и разнообразные хозяйственные постройки. По углам возведены оборонительные башни.

### Ворота
Основной вход в замок предусмотрен с южной стороны. Здесь располагаются главные ворота. Над ними размещён герб семьи Вуазен.

## Современное использование
В настоящее время замок открыт для посещения в период с начала марта до середины ноября. Визиты в холодные месяцы года возможны только по особой договорённости. Внутри имеется небольшая экспозиция, посвящённая истории замка.

## Галерея

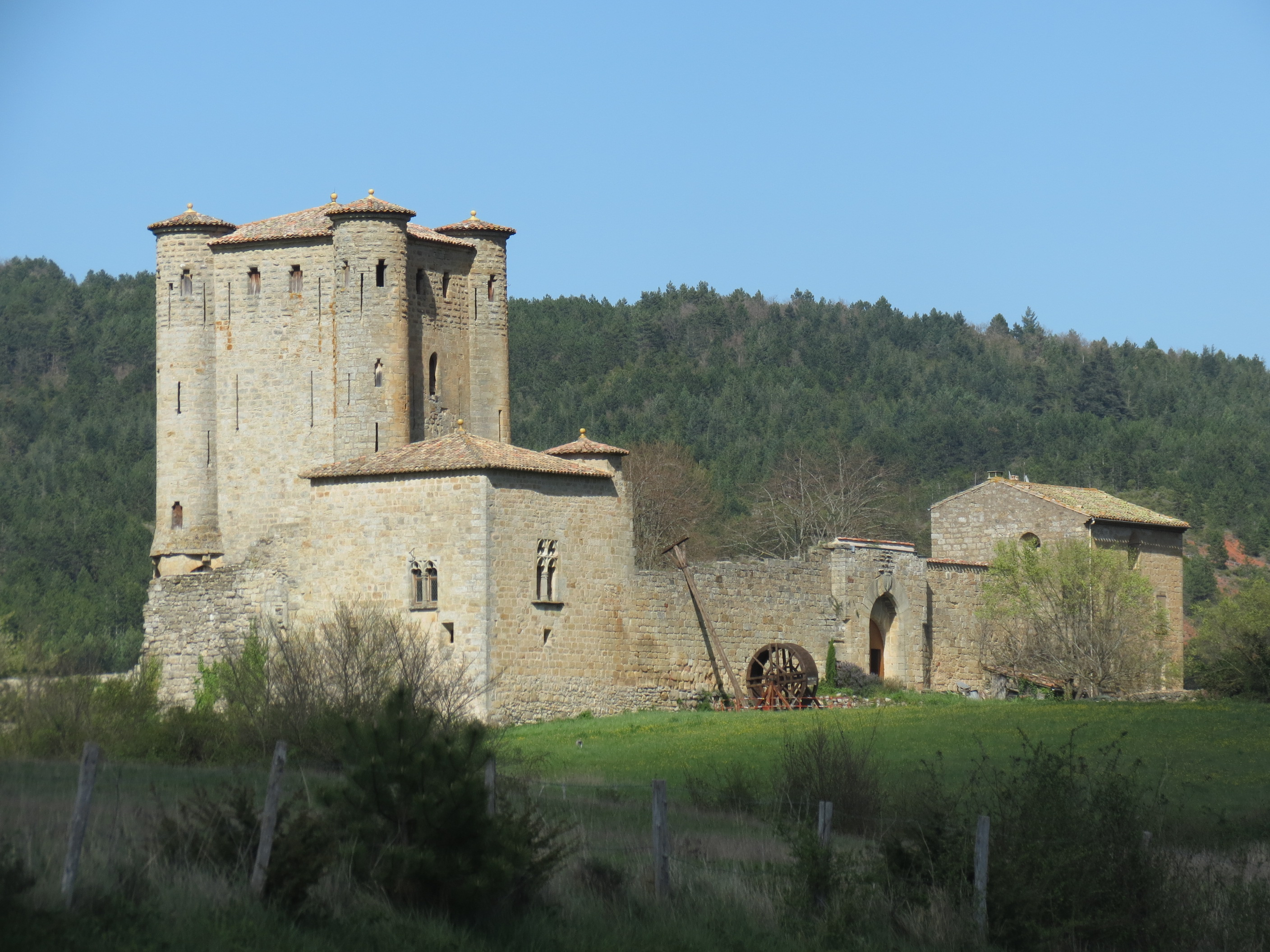
Общий вид замка
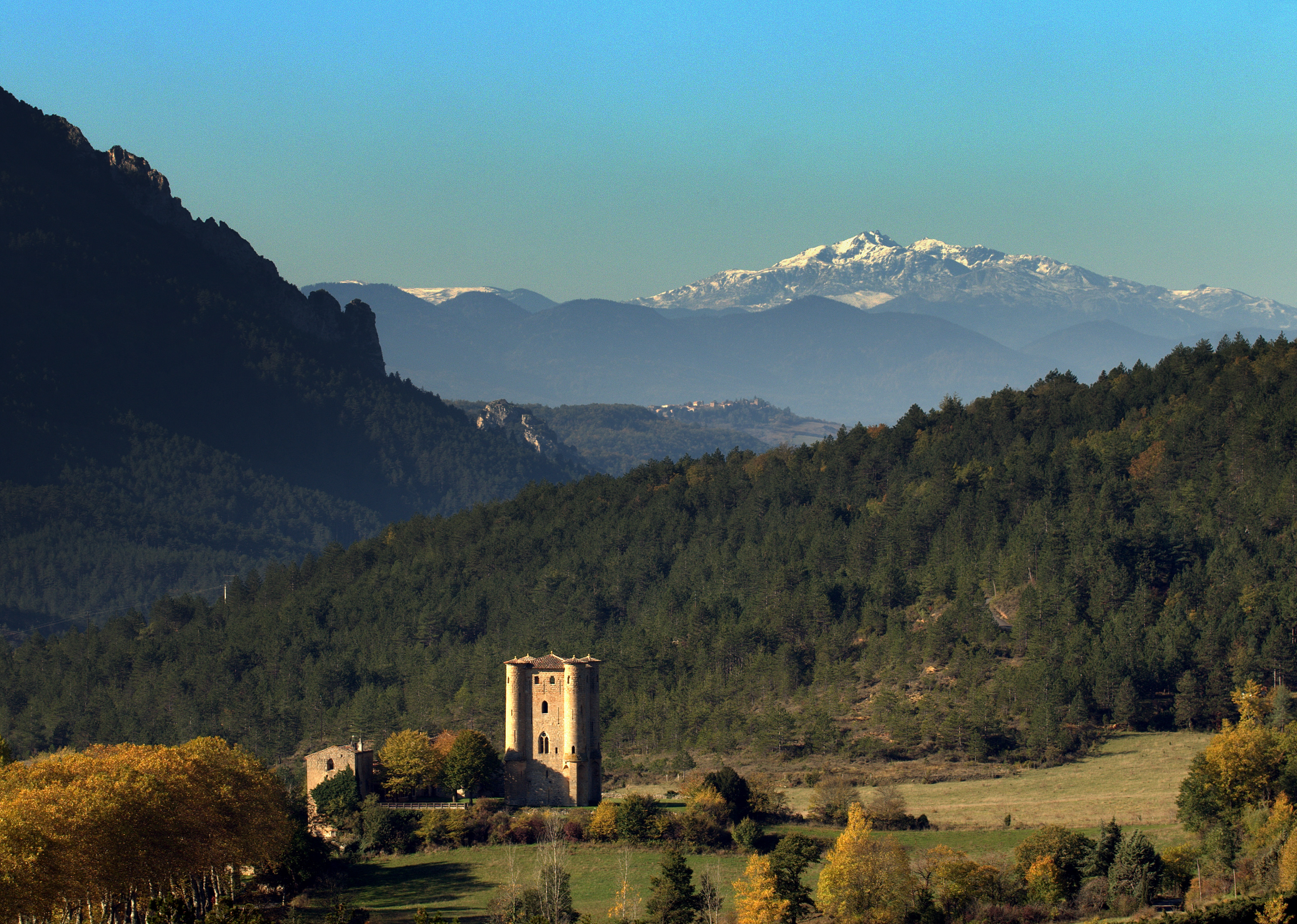
Замок на фоне альпийских предгорий
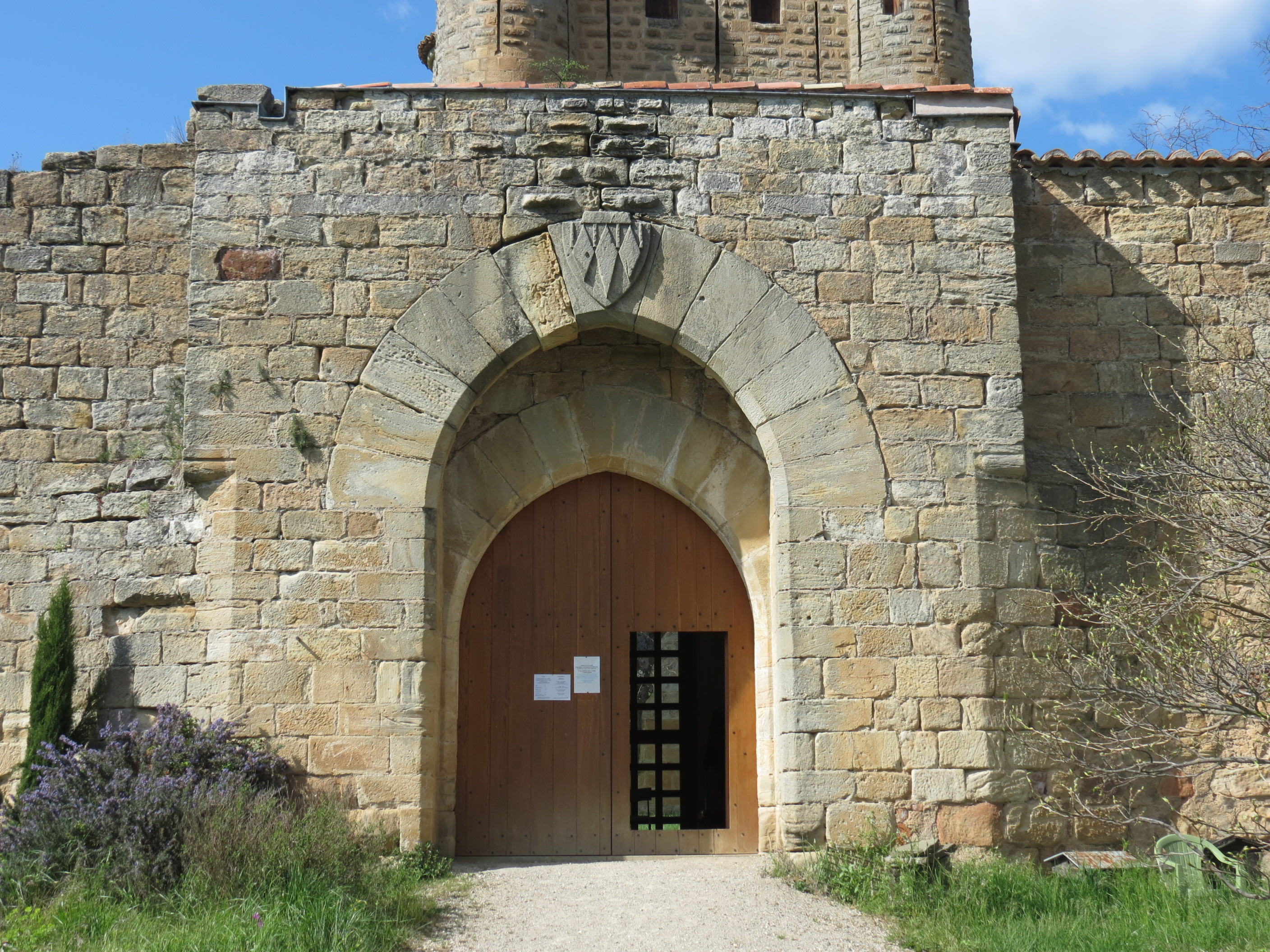
Ворота, ведущие во внутренний двор
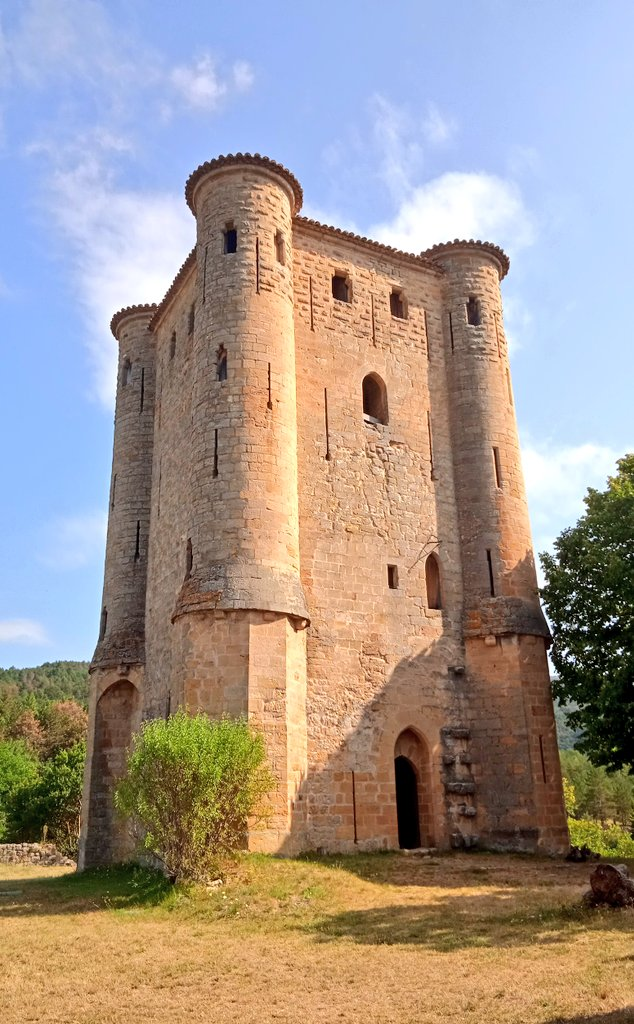
Донжон
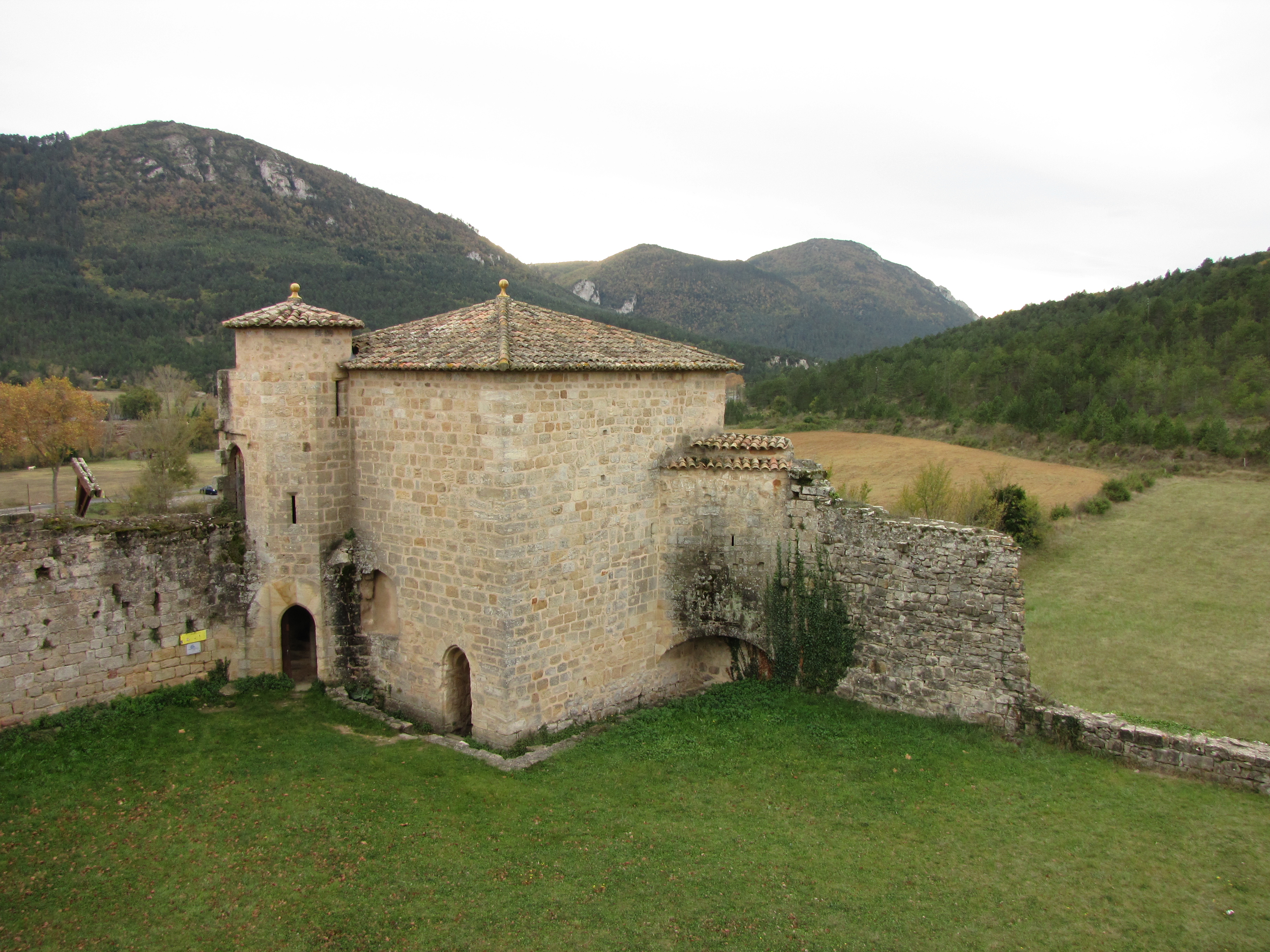
Угловая башня